# 광양 청암리 양복수 정려비
광양 청암리 양복수 정려비는 대한민국 전라남도 광양시 진상면에 있다. 2007년 7월 4일 광양시의 향토문화유산 제5호로 지정되었다.

## 개요
양복수 정려문은 진상면 청암리 목과마을 입구(옛 지명이 효자문 터)에 있었으나 전란 시 소실될 우려가 있어 마을 한가운데(청암리 388)로 이전하였다. 6세때에 아버지가 병을 얻어 위중시 손가락에서 피를 내고 허벅지 살을 베어 어버이를 구환하고 나이가 들어 더욱 극진히 봉양한 바 부모의 병환에 잉어가 나오고 시묘살이시 호랑이가 그를 보호해 주었다 한다. 조정에서는 왕명으로 그 효심에 버금가는 「가선대부 호조참판 겸 동지의 금부사오위도총부부총관」의 정이품 벼슬과 정려를 내려 당대 최고의 효자로 그 훌륭함을 인정하였다. 정려(旌閭)는 옛날 조정에서 충신, 효자, 효녀들에게 그들이 살던 고을입구에 정문(旌門)을 세워 표창을 하는 일로 충효사상과 후대에 귀감이 되도록 하던 것으로서 역사적 보존가치가 있는 효자 양복수의 정려각을 보존관리할 필요가 있다고 인정되어 향토문화유산으로 지정하였다.